# Aérodrome du Niokolo-Koba
 (mars 2020).
L'aéroport Niokolo-Koba est une piste d'atterrissage desservant le parc national du Niokolo-Koba au Sénégal.